# Tityus insignis
Espèce
Synonymes
- Isometrus insignis Pocock, 1889

Tityus insignis est une espèce de scorpions de la famille des Buthidae.

## Distribution
Cette espèce est endémique de Sainte-Lucie.

## Systématique et taxinomie
Cette espèce a été décrite sous le protonyme Isometrus insignis par en Pocock, 1889. Elle est placée dans le genre Tityus par Pocock en 1893.

## Publication originale
- Pocock, 1889 : « On Isometrus americanus (Linn.) with a description of a new species of the genus. » Annals and Magazine of Natural History, sér. 6, vol. 4, p. 53-59 (texte intégral).